# Skiapus
Skiapus är ett släkte av steklar. Skiapus ingår i familjen brokparasitsteklar.
Kladogram enligt Catalogue of Life:
| Skiapus | \| \| Skiapus coalescens \| \| \| \| \| \| Skiapus niger \| \| \| \| |
|         | \| \| Skiapus coalescens \| \| \| \| \| \| Skiapus niger \| \| \| \| |
|         | Skiapus coalescens                                                   |
|         |                                                                      |
|         | Skiapus niger                                                        |
|         |                                                                      |